# المركز الفلسطيني للدراسات الإسرائيلية
المركز الفلسطيني للدراسات الإسرائيلية أو مدار هو مركز بحثي مستقل متخصص بمتابعة الشأن الإسرائيلي تأسس عام 2000 ومقره رام الله بالأراضي الفلسطينية. يرأس المركز هنيدة غانم. أسس المركز كجمعية أهلية غير ربحية مجموعة من المثقفين والأكاديميين الفلسطينيين منهم: محمود درويش، د. ليلى فيضي، د.علي الجرباوي، د.أحمد حرب، وليد الأحمد، وأكرم هنية. كما يضم مجلس إدارة المركز كلا من: د. أحمد حرب، د. حنان الوزير، د. مجدي المالكي.
يتألف المركز من وحدة الأبحاث، وحدة الترجمة، وحدة النشر، ووحدة بنك المعلومات. ويقوم المركز بدراسات وأبحاث وترجمات مختصة بالشؤون السياسية والاقتصادية والإجتماعية الإسرائيلية. كما ينشر المركز مجلة قضايا وهي مجلة بحثية تختص بالشؤون الإسرائيلية، تشمل مساهمات نقدية وأكاديمية أصيلة ومترجمة. وينشر ملحق أسبوعي يتضمن مقالات صحفية وتحليلات نقدية ومتابعات عن كثب لمستجدات المشهد الإسرائيلي. ويصدرعنه تقارير تحلل قضايا مستجدة وتستشرف آثارها وتداعياتها سواء على المشهد الإسرائيلي او على القضية الفلسطينية.
يقدم المركز بودكاست عبر سبوتيفاي وأبل يغطي مواضيع تشمل المشهد السياسي الحزبي الإسرائيلي، والتصدعات الاجتماعية داخل إسرائيل، والممارسات الاستعمارية، والاحتلال والعلاقات الخارجية وغيرها.